# Tom Brislin
Tom Brislin (New Jersey, 1973. október 6. –) amerikai billentyűs, énekes és szövegíró. New Jerseyben él, New York környékén rendszeresen lép fel. Csodagyerek volt, kiválóan játszott zongorán, így már tízéves korában helyi rockegyüttesekkel zenélt. Azóta sok különféle előadóval zenélt együtt, többek között a jazz-szaxofonos Michael Breckerrel, a popénekes Glen Burtnikkel, Meat Loaffal és progresszív rock együttesekkel: a Yesszel és a Camellel.
A Yes 2002-es Symphonic Live koncertturnéján szerepelt billentyűsként, habár a koncertsorozatot megelőző Magnification albumon nincs billentyűs hangszer a szimfonikus zenekar közreműködése miatt.
Jelenleg a modern rockzenét játszó Spiraling együttes vezető egyénisége.